# Atlantes de Tula

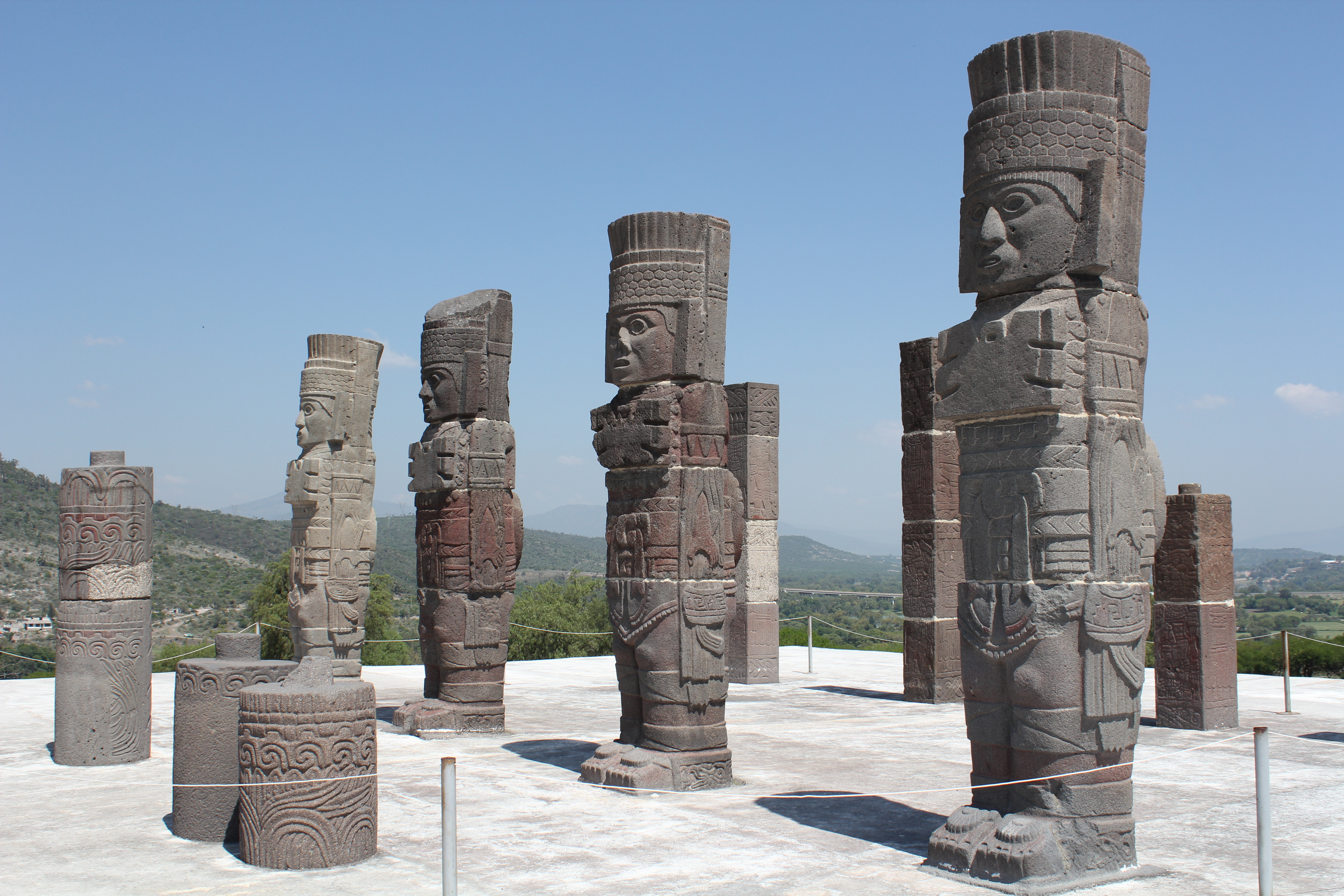
Los atlantes de Tula.

Los atlantes de Tula son cuatro figuras antropomorfas, pertenecientes a la cultura tolteca, que se encuentran sobre la Pirámide B, en la zona arqueológica de Tula, Estado de Hidalgo, México, también denominada como Tollan-Xicocotitlan. Miden poco más de 4,5 metros de altura y están labrados en bloques de basalto ensamblados. Son representaciones de Quetzalcóatl como «Estrella de la Mañana» (Tlahuizcalpantecuhtli), ataviado de guerrero tolteca, con un pectoral de mariposa, un átlatl, dardos, un cuchillo de pedernal y un arma curva que es muy característica de las representaciones guerreras de esta cultura. Inicialmente sujetaban el techo del templo ubicado en la cima de la pirámide, de ahí el nombre de atlantes.

## Historia
Los monumentales atlantes se encuentran en la parte superior del Templo de Tlahuizcalpantecutli o también llamado "Estrella de la Mañana" desde la cual se aprecia toda la plaza principal. Las estructuras semihumanas se caracterizan por su gran tamaño (una muestra de la destreza que tenían los toltecas para labrar piedras). El edificio más importante de la zona es el llamado Palacio Quemado que se localiza en el lado noreste de la plaza, su importancia radica porque, de acuerdo a las investigaciones del Instituto Nacional de Antropología e Historia (INAH), la estructura era, probablemente, el axis mundi del recinto sagrado y, por lo tanto, el eje central de construcción de la ciudad. Esta pirámide, y algunos otros edificios localizados en el lugar, están relacionados con la clase media de Tula, que es una remembranza de los toltecas hacia la cultura Teotihuacana, lo anterior está relacionado con los grupos de teotihuacanos y los toltecas-chichimecas del norte en la fundación de Tula, (realizada hacia el año 700 d.c.). El esplendor de la ciudad se ha fechado entre los años 900 y 1000 d.c; durante este tiempo, Tula tenía casi 16 km² de extensión, por lo que, la actual zona arqueológica, solo representa aproximadamente 12% de todo el territorio tolteca.
Fueron descubiertos en 1940 por el arqueólogo Jorge Ruffier Acosta  acompañado del joven escritor y arqueólogo catalán, Raimon Galí.

## Descripción
De acuerdo una entrevista realizada para un documental del Canal Once, el arqueólogo Luís Gamboa, responsable de conservación e investigación de la zona desde el 2004, analiza las estructuras encontradas de manera general identificando una serie de grabados comenzando la descripción desde la parte superior. 
Se identifica un yelmo del cual sobresalen plumas, bajo este hay unos hexágonos que posiblemente eran elementos de concha. A la altura del rostro destacan unas orejeras de forma tubular, las cuales son peculiarmente alargadas. 
En la parte frontal lleva un pectoral de mariposa, símbolo del guerrero desde épocas Teotihuacanas, que aunque ha adquirido transformaciones con el tiempo, se dice que cuando un guerrero muere en batalla, se convierte en mariposa y acompaña al sol al amanecer. Continuando la descripción, en la parte frontal se distingue un cinturón con un amarre a la altura del ombligo con una rodela en la parte posterior. Después de estos grabados, se aprecia un maxtla o taparrabos característico de la cultura Tolteca. La estructura culmina con unas rodilleras, y con unos cacles o sandalias, con representaciones de serpientes emplumadas en los costados. 
En la vista lateral derecha se distinguen una serie de armas: en el hombro porta un cuchillo bifacial normalmente utilizado en los sacrificios, con forma de hoja de planta; más abajo se observa un cuchillo curvo que usualmente era de obsidiana y de los cuales se cuenta con varios registros arqueológicos; finalmente en la mano se identifica que está agarrando una especie de jícara que sostiene otro tipo de arma que son puntas de proyectil con dardos. En la cara izquierda de la estructura se identifica en la mano un atlatl, que servía como extensión del brazo donde se colocaba una flecha y con un movimiento de caderas permitía ser lanzada a mucho mayor velocidad y precisión.

## Galería

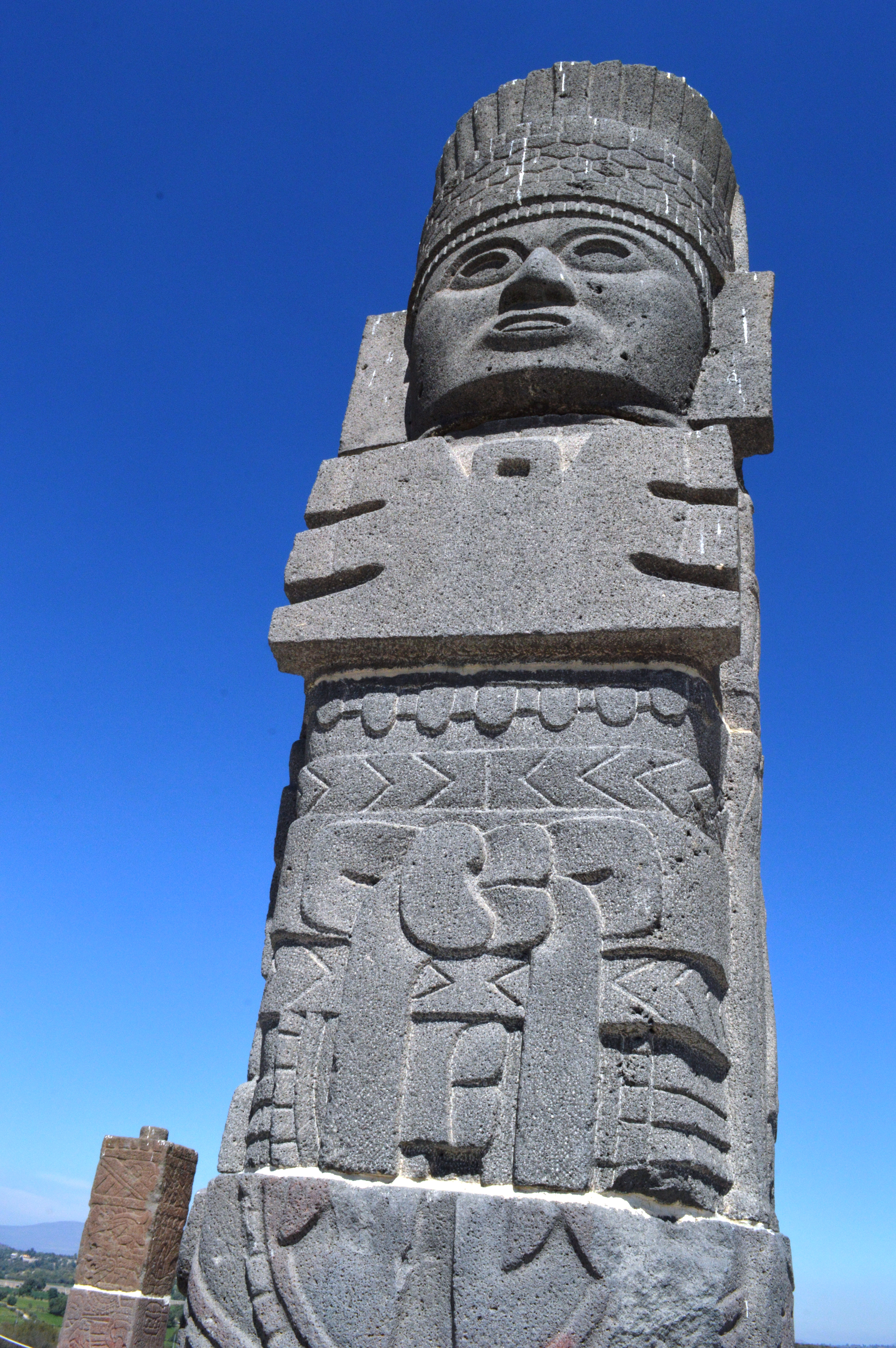
Detalle de un atlante.
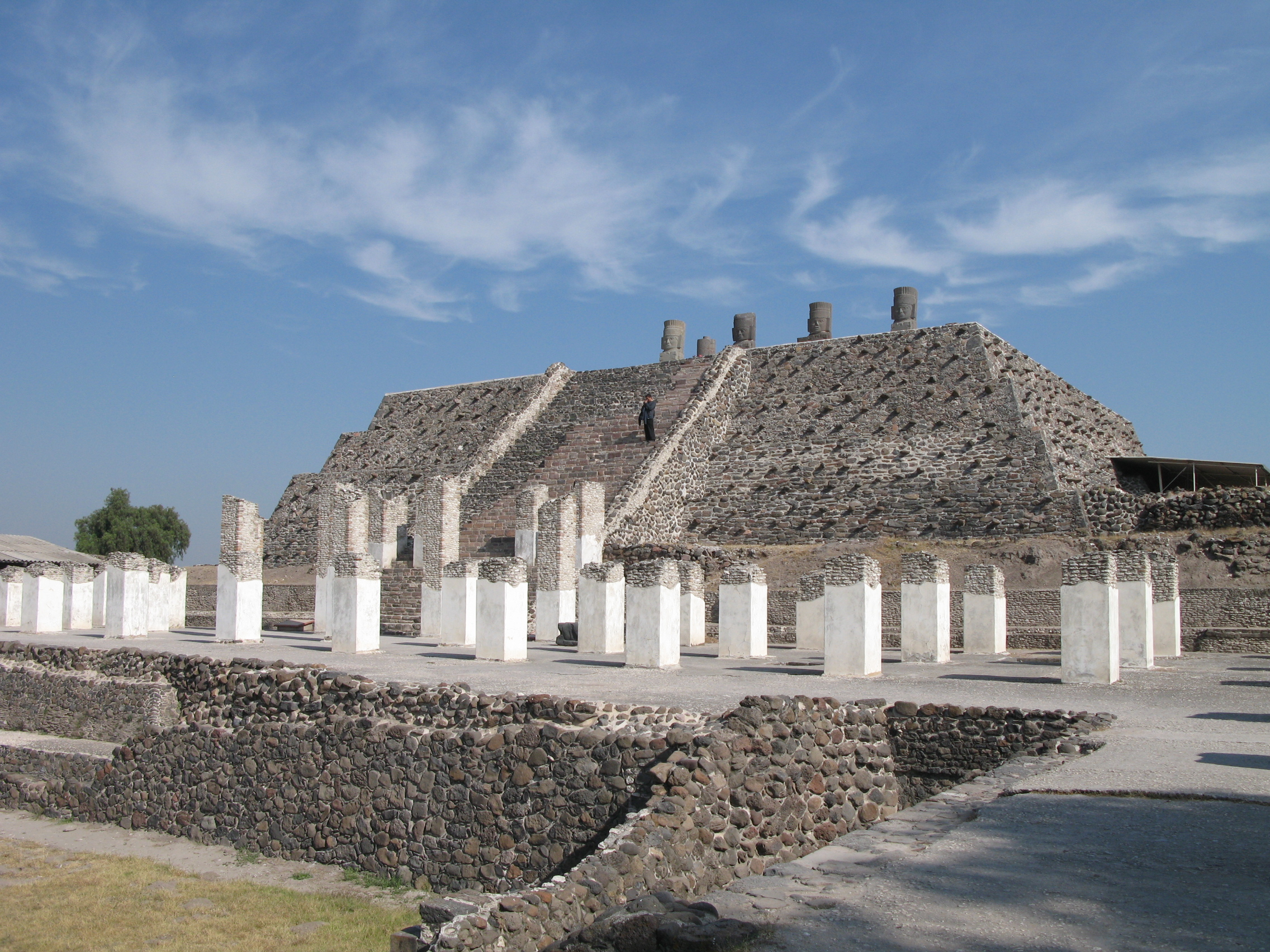
Vista general de la pirámide.
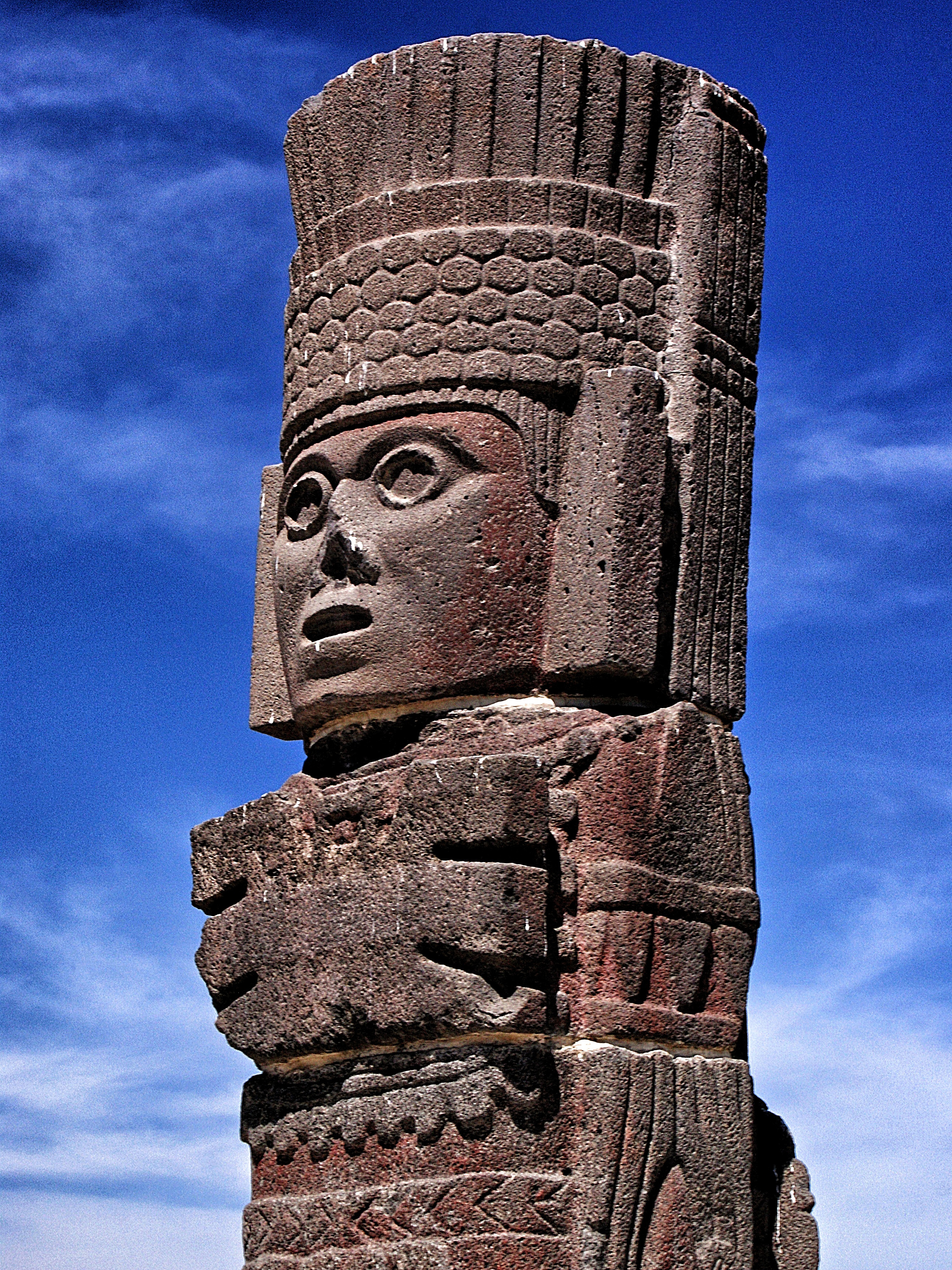
Detalle.